# Can Xirot
Can Xirot, també coneguda com com a Ca l’Augirot o l’Auxirot, era una finca molt extensa del Carmel (Barcelona), de més de 10 hectàrees, amb terres des de la carretera del Carmel, el turó i fins al Santuari de la Mare de Déu del Carmel. La casa estava situada on avui hi ha el Complex Esportiu Municipal del Carmel, tocant al Parc Güell. El nom prové del propietari de la finca el segle xviii, Francesc Augirot o Auxirot, i amb els anys el nom va derivar en Xirot.
El mas era de planta rectangular, amb baixos, un pis i golfes. Cobert per una teulada a dues aigües perpendicular a la façana principal, tenia tres balcons al primer pis i tres finestres al segon. La façana estava encarada al mar, i la paret que la formava s'aixecava més amunt de la teulada per amagar-la, acabant en una forma decorativa triangular. Bastant decorada, disposava de teuladetes sobre les portes dels seus balcons i de motius ceràmics en forma de gerres a les cantonades amb fusta i amb sanefes de rajoles antigues pintades a mà.
Els jardins de Juan Ponce també eren terres de can Xirot. Aquest espai es va dedicar a Juan Ponce Perujo (Cuevas del Becerro, Màlaga, 1905 – 1989) per la tasca i la seva activitat en les reivindicacions sobre el Carmel dintre de l'Associació de Veïns. A mitjan segle xix es van explotar en terres de can Xirot diverses mines de ferro.
Les característiques ferruginoses del sòl feien que la font d'en Xirot tingués molta anomenada per les propietats de l'aigua, que s'envasava i es comercialitzava a Barcelona. A mitjan segle xx els propietaris van intentar fer rendibles les terres amb un projecte d'urbanització, però no va tirar endavant. Amb les terres afectades en gran part pel projecte del Parc dels Tres Turons, el 1971 l'Ajuntament va comprar la finca i el 1975 es va decidir enderrocar la casa.